# Муромский уезд
Му́ромский уе́зд — административно-территориальная единица во Владимирской губернии Российской империи и РСФСР, существовавшая в 1778—1929 годах. Уездный город — Муром.

## География
Уезд был расположен на юго-востоке Владимирской губернии. Граничил с Судогодским уездом на севере, Гороховецким на северо-востоке, Меленковским на западе, а также с Нижегородской на востоке. Занимал площадь в 2 537,74 км² (2 230 вёрст²). В 1926 году после упразднения Судогодского и Меленковского уездов площадь уезда составляла 6 370 км².
Располагался на части территорий современных Муромского и Селивановского районов Владимирской области, Вачского, Навашинского и Кулебакского районов Нижегородской области.

## История
Уезд был образован в 1778 году в составе Владимирского наместничества (с 1796 — Владимирской губернии).
В 1924 году в состав уезда вошли части территорий упразднённых Гороховецкого и Меленковского уездов. В 1929 году уезд был преобразован в Муромский район в составе Муромского округа вновь образованного Нижегородского края.

## Предводители уездного дворянства
| Срок полномочий           | Предводитель дворянства           | Годы жизни                | Комментарии                                                                 |
| ------------------------- | --------------------------------- | ------------------------- | --------------------------------------------------------------------------- |
| 1778 — 1780               | Зубов Афанасий Николаевич         | (1738—1822)               | статский советник                                                           |
| 1782 — октябрь 1783       | Кравков Алексей Васильевич        |                           | поручик                                                                     |
| ноябрь 1783—1784          | Языков Михаил Григорьевич         |                           | коллежский асессор                                                          |
| 1785 — 1787)              | Киселев Илья Иванович             |                           | гвардии прапорщик                                                           |
| 1788 — 1790               | Языков Михаил Григорьевич         |                           | коллежский асессор                                                          |
| 1791 — 1793               | Борисов Андриан Иванович          | (? — 26.10.1816)          | секунд-майор                                                                |
| 1794 — 1796               | Макаров Василий Алексеевич        |                           | надворный советник                                                          |
| 1797 — 1799               | Языков Федот Фёдорович            |                           | надворный советник                                                          |
| 1800                      | Закревский Василий Васильевич     |                           | обер-провиантмейстер премьер-майорского чина                                |
| 1800 — 1802               | Бурцев Иван Иванович              |                           | капитан                                                                     |
| 1803 — апрель 1805        | Бычков Лев Иванович               | (1758 — до 1820)          | секунд-майор                                                                |
| апрель — декабрь 1805     | Толстой Алексей (Амплий) Иванович | (1754 — ?)                | подпоручик                                                                  |
| 1806 — 1808               | Макаров Дмитрий Васильевич        | (1763—1834)               | надворный советник                                                          |
| 1809 — 1811               | Кравков Александр Алексеевич      |                           | капитан                                                                     |
| 1812 — сентябрь 1817      | Пестрово Николай Егорович         | (1774 — 4.05.1837)        | капитан флота второго ранга                                                 |
| сентябрь 1817—1820        | Бурцев Павел Иванович             |                           | титулярный советник                                                         |
| 1821 — 1823               | Евреинов Павел Алексеевич         |                           | корнет                                                                      |
| 1824 — 1826               | Макаров Павел Васильевич          |                           | поручик                                                                     |
| 1827 — 1829               | Языков Александр Семёнович        | (1793—1856)               | полковник                                                                   |
| 1830 — июнь 1833          | Бычков Дмитрий Львович            | (1794—1871)               | корнет                                                                      |
| август 1833—1841          | Бурцев Алексей Иванович           |                           | губернский секретарь                                                        |
| 1842 — 1844               | Есипов Алексей Алексеевич         | (? — 7.06.1852)           | капитан                                                                     |
| 1845 — 1847               | Бурцев Афанасий Павлович          | (1810—1857)               | поручик                                                                     |
| 1848 — 7.06.1852          | Есипов Алексей Алексеевич         | (? — 7.06.1852)           | капитан; скончался, состоя в должности предводителя                         |
| 1852 — 1853               | Бурцев Алексей Иванович           |                           | губернский секретарь                                                        |
| 1854 — 9.9.1855           | Языков Михаил Васильевич          | (7.05.1808 — 9.9.1855)    | поручик; скончался, состоя в должности предводителя                         |
| 1857 — 1859               | Бычков Николай Дмитриевич         | (12.1820 — ?)             | ромистр                                                                     |
| 1860 — 1862               | Епишев Дмитрий Сергеевич          | (1812—1872)               | титулярный советник                                                         |
| 1863                      | Бычков Николай Дмитриевич         | (12.1820 — ?)             | ротмистр                                                                    |
| 1863 — 1866               | Засецкий Дмитрий Петрович         |                           | надворный советник                                                          |
| октябрь 1866—1872         | Бурцев Ипполит Афанасьевич        | (1835 — 10.05.1898)       | действительный статский советник                                            |
| 1873 — 1875               | Языков Николай Михайлович         | (24.07.1838 — 4.08.1892)  | гвардии поручик                                                             |
| 1876 — октябрь 1877       | Голицын Лев Сергеевич             | (12.08.1845 — 13.12.1915) | кандидат прав                                                               |
| октябрь 1877 — 10.05.1898 | Бурцев Ипполит Афанасьевич        | (1835 — 10.05.1898)       | действительный статский советник скончался, состоя в должности предводителя |
| 1898 — 1905               | Подседлевич Михаил Александрович  | (22.11.1863 — 13.04.1913) | статский советник                                                           |
| 1905 — 1917               | Брюхов Александр Сергеевич        | (1874—1945)               | коллежский советник                                                         |

## Население
Население уезда в 1859 году — 99 956 человек. По переписи 1897 года в уезде было 122 383 жителя (55 784 мужчины и 66 599 женщин). По итогам всесоюзной переписи населения 1926 года население уезда составило 332 257 человек, из них городское — 36 847 человек (11,1 %).

### По вероисповеданию
- православные — 114 385,
- раскольники — 1130,
- католики — 41,
- протестанты — 10,
- иудеи — 62,
- прочие — 31.

В уезде 62 церкви.

### Посословию
- дворяне — 116,
- духовенство — 812,
- купцы — 534,
- мещане — 1248,
- военные — 3145,
- крестьяне — 109 492,
- прочие — 262.

## Административное деление
В 1890 году в состав уезда входило 16 волостей
| № п/п | Волость        | Волостное правление | Число селений | Население |
| ----- | -------------- | ------------------- | ------------- | --------- |
| 1     | Арефинская     | с. Арефино          | 29            | 7866      |
| 2     | Булатниковская | с. Булатниково      | 13            | 5278      |
| 3     | Варежская      | с. Вареж            | 17            | 4774      |
| 4     | Дубровская     | с. Дуброво          | 15            | 5395      |
| 5     | Загаринская    | с. Загарино         | 21            | 5609      |
| 6     | Ковардицкая    | с. Ковардицы        | 24            | 7198      |
| 7     | Казаковская    | с. Казаково         | 26            | 6728      |
| 8     | Карачаровская  | с. Карачарово       | 11            | 7379      |
| 9     | Клинская       | с. Клин             | 16            | 4962      |
| 10    | Липнинская     | с. Липня            | 7             | 5671      |
| 11    | Монаковская    | с. Монаково         | 13            | 5393      |
| 12    | Новокотлицкая  | с. Новые Котлицы    | 18            | 6571      |
| 13    | Новосельская   | с. Новосёлки        | 29            | 9183      |
| 14    | Поздняковская  | с. Поздняково       | 16            | 6804      |
| 15    | Чаадаевская    | с. Чаадаево         | 12            | 7230      |
| 16    | Яковецкая      | с. Яковцево         | 19            | 6639      |

В 1926 году в состав уезда входило 18 волостей:
- Арефинская — с. Арефино
- Булатниковская — с. Булатниково
- Бутылицкая — с. Бутылицы
- Димитровско-Горская — с. Дмитриевы Горы
- Драчёвская — с. Драчёво
- Дубровская — с. Дуброво
- Лавсинская — с. Лався
- Ляховская — с. Ляхи
- Меленковская — г. Меленки
- Монаковская — с. Монаково
- Муромская — г. Муром
- Новосельская — с. Новосёлки
- Папулинская — с. Папулино
- Татаровская — с. Татарово
- Усадская — с. Усад
- Фоминская — с. Фоминки
- Чаадаевская — с. Чаадаево
- Яковецкая — с. Яковцево

## Населённые пункты
В 1859 году наиболее крупные населённые пункты:
- Муром (10 328 чел.)
- Карачарово (2673 чел.)
- Панфилово (1785 чел.)
- Чаадаево (1598 чел.)
- Большое Окулово (1582 чел.)

В конце XIX века в состав уезда входило: 2 стана, 16 волостей, 281 сельское общество.
По переписи 1897 года наиболее крупные населённые пункты уезда (более 500 жит.):
| - город Муром — 13 271 чел.; - с. Панфилово — 2157 чел.; - с. Карачарово — 2134 чел.; - с. Большое Окулово — 1871 чел.; - д. Вача — 1784 чел.; - с. Зяблицкий погост — 1775 чел.; - с. Дмитриевская Слобода — 1681 чел.; - с. Чаадаево — 1678 чел.; - с. Саваслейка — 1590 чел.; - с. Поздняково — 1434 чел.; - с. Новошино — 1397 чел.; - с. Булатниково — 1346 чел.; - с. Клин — 1200 чел.; | - с. Новоселка — 1158 чел.; - д. Польцо — 1150 чел.; - с. Казаково — 1145 чел.; - с. Яковцево — 1019 чел.; - с. Борисоглебское — 1017 чел.; - с. Благовещенское — 1006 чел.; - с. Липня — 984 чел.; - с. Молотицы — 975 чел.; - с. Дуброво — 940 чел.; - д. Туртапка — 905 чел.; - д. Ефаново — 861 чел.; - с. Петроково — 846 чел.; - с. Вареж — 832 чел.; | - с. Монаково — 811 чел.; - с. Белавино — 812 чел.; - с. Чудь — 768 чел.; - с. Чулково — 752 чел.; - с. Большое Степаньково — 736 чел.; - д. Звягино — 727 чел.; - сельцо Орлово — 716 чел.; - д. Федурино — 703 чел.; - сельцо Озябликово — 698 чел.; - с. Спас-Седчено — 694 чел.; - д. Ефремово — 679 чел.; - с. Жайское I — 665 чел.; - с. Борисово — 658 чел.; | - д. Стёпаново — 657 чел.; - д. Медоварцево — 634 чел.; - д. Пестенькино — 631 чел.; - д. Лесниково — 621 чел.; - д. Городищи — 614 чел.; - д. Михалёво — 610 чел.; - д. Треховицы — 607 чел.; - д. Саванчаково — 590 чел.; - д. Делово — 579 чел.; - с. Стригино — 576 чел.; - д. Малое Иголкино — 566 чел.; - с. Ковардицы — 563 чел.; | - д. Новинки — 557 чел.; - сельцо Лопатино — 543 чел.; - д. Дьяконово — 536 чел.; - сельцо Сапун — 531 чел.; - д. Болотниково — 527 чел.; - д. Сонино — 524 чел.; - с. Кошелёво — 517 чел.; - д. Жекино — 512 чел.; - д. Пурка — 511 чел.; - д. Малышево — 508 чел.; - д. Прудищи — 501 чел. |

## Экономика
Фабрики и заводы: мыловаренный 1, кожевенных 3, салотопенный 1, клейных — 4, маслобоен 2, винокуренных 2, мукомольня 1, картофельно-паточных 2, льнопрядильня 1, железоделательный зав. 1, стальных изделий 28, химический зав. — 1. Лавок 62, постоялых дворов, трактиров и т. п. заведений 42.